# Offworld Trading Company
Offworld Trading Company est un jeu vidéo de stratégie en temps réel (RTS) développé par Mohawk Games et édité par Stardock. Le jeu est sorti pour Microsoft Windows et OS X en avril 2016.

## Système de jeu
Offworld Trading Company est un jeu vidéo de stratégie en temps réel sur le thème de la science-fiction qui se déroule sur Mars. Comportant une guerre économique allant des prises de contrôle hostiles au sabotage, le jeu met le joueur en charge de l'une des quatre sociétés commerciales hors monde titulaires, qui s'adonnent au commerce spatial. Le choix de faction des joueurs intervient après leur premier regard sur la carte, ce qui leur permet d'adapter leurs choix à la situation. Quel que soit leurs choix, les joueurs construisent leur QG et commencent à édifier des extracteurs de ressources sur les hexagones voisins.
Il y a 13 ressources dans le jeu. L'eau, l'aluminium, le fer, le silicium et le carbone peuvent être extraits des hexagones qui contiennent ces ressources. L'électricité peut être générée en construisant une centrale électrique, avec des limitations différentes selon le type de centrale électrique en cours de construction, et est généralement utilisée pour alimenter les bâtiments. Les aciéries produisent de l'acier à partir du fer. Les fermes sous serre fabriquent de la nourriture à partir de l'eau. Les réacteurs d'hydrolyse séparent l'eau en oxygène et en combustible. Les fours à verre produisent du verre à partir d'oxygène et de silicium. Les usines d'électronique produisent des composants électroniques à partir de silicium, de carbone et d'aluminium. Les raffineries chimiques produisent des produits chimiques à partir de carbone et de carburant. Enfin, l'argent peut être obtenu en vendant des stocks de ressources.
L'offre et la demande fluctuent constamment. Si un joueur achète de grosses sommes de verre pour une expansion, son rival pourrait préparer des fours à verre pour faire un beau profit. Le jeu offre également des moyens plus directs d'attirer un joueur. Grâce au marché noir, un joueur peut acheter n'importe quoi, des armes nucléaires souterraines qui anéantissent les poches de ressources, aux mutineries qui détournent la richesse d'un rival dans sa poche. Lorsqu'un joueur achète quelque chose au marché noir, cependant, son prix augmente, donnant à un adversaire méfiant une chance de préparer une défense, généralement sous la forme d'une escouade de criminels (goon squad en anglais). L'escouade protège une seule structure de la plupart des actions de sabotage, capable de voler le sabotage pour vous-même.
L'objectif final du jeu est d'acheter une participation majoritaire dans chaque société commerciale hors du monde du jeu. Si un joueur perd l'actionnariat prédominant de sa propre entreprise, il est soumis à une prise de contrôle hostile très coûteuse, est éliminé du jeu, mais peut choisir de regarder en tant que spectateur. Les joueurs sont avertis lorsqu'un joueur adverse gagne suffisamment d'argent pour les racheter (mais le joueur adverse n'est pas alerté), ce qui se traduit généralement par des courses tendues et désespérées pour gagner de l'argent,,.   

## Développement et sortie
Offworld Trading Company a été développé par Mohawk Games et publié par Stardock. Une version en développement du jeu a été publiée via un accès anticipé.  Le jeu complet est sorti pour Windows et OS X le 28 avril 2016. 
La bande originale du jeu a été écrite par Christopher Tin.

## Réception
Offworld Trading Company a reçu des critiques « généralement favorables » de la part des ⁣⁣critiques, selon le site Web d'examen agrégé Metacritic. 